# Bryan (Texas)
Pour les articles homonymes, voir Bryan.
La ville de Bryan est le siège du comté de Brazos, dans l’État du Texas, aux États-Unis. Le recensement de 2010 a indiqué une population de 76 201 habitants. C'est une de ces villes qui se sont développées lors de la construction des voies ferrées aux États-Unis.

## Histoire
Le 19 août 1867, le premier train à vapeur arrive à Bryan.
La fièvre jaune balaie la communauté quelques semaines seulement après cet événement.

## Démographie
| Groupe                           | Bryan | Texas | États-Unis |
| -------------------------------- | ----- | ----- | ---------- |
| Blancs                           | 68,3  | 70,4  | 72,4       |
| Autres                           | 12,9  | 10,5  | 6,2        |
| Afro-Américains                  | 8,2   | 11,9  | 12,6       |
| Asiatiques                       | 6,3   | 3,8   | 4,8        |
| Métis                            | 3,4   | 2,7   | 2,9        |
| Amérindiens                      | 0,9   | 0,7   | 0,9        |
| Océaniens                        | 0,1   | 0,1   | 0,2        |
| Total                            | 100   | 100   | 100        |
|                                  |       |       |            |
| Hispaniques et Latino-Américains | 35,1  | 37,6  | 16,7       |

Selon l'American Community Survey pour la période 2011-2015, 70,27 % de la population âgée de plus de 5 ans déclare parler l'anglais à la maison, 26,50 % déclare parler l'espagnol et 3,22 % une autre langue.

## Source
- (en) Cet article est partiellement ou en totalité issu de l’article de Wikipédia en anglais intitulé « Bryan, Texas » (voir la liste des auteurs).

1. 1 2  (en) History of Bryan -  Site officiel
2. ↑  (en) « Bryan, TX Population - Census 2010 and 2000 », sur censusviewer.com.
3. ↑  (en) « Population of Texas - Census 2010 and 2000 », sur censusviewer.com.
4. ↑  (en) « Language spoken at home by ability to speak English for the population 5 years and over », sur factfinder.census.gov.